# Aagtdorp
Aagtdorp to miejscowość w holenderskiej prowincji Holandia Północna. Jest częścią gminy Bergen, znajdującą się około 6 km na północny zachód od Alkmaaru.
Ludność: ok. 570 mieszkańców.